# ليوبولدو كالبو صوطيلو
ليوبولدو كالفو سوتيلو  (بالإسبانية: Leopoldo Calvo-Sotelo Bustelo)‏ (14 أبريل 1926 - 3 مايو 2008) هو شخصية سياسية إسبانية، لعب دور مهم خلال فترة الانتقال الديمقراطي الإسباني حيث شغل منصب رئيس الوزراء بعد انتهاء نظام فرانسيسكو فرانكو
نشأ كالفو سوتيلو وسط عائلة سياسية بارزة في مدريد، حيث شغل عمه خوسيه كالفو سوتيلو منصب وزير المالية في حكومة ميغيل بريمو دي ريفيرا. تخرج كالفو سوتيلو مهندس مدني من مدرسة المهندسين المدنيين في مدريد التي هي الآن جزء من جامعة مدريد التقنية، وعمل في مجال تطبيقات الكيمياء في الصناعة. وترأس شبكة السكك الحديدية الوطنية الإسبانية (RENFE) بين 1967-1968.
عين كالفو-سوتيلو وزيرا للتجارة في حكومة كارلوس أرياس نافارو (ديسمبر 1975 - يوليو 1976) وهي أول حكومة في فترة الانتقال الديمقراطي الإسباني. وبعد ترأس أدولفو سواريز للرئاسة الوزراء، عين كالفو سوتيلو وزيرا للأشغال العامة في يوليو 1976.
استقال من منصب وزير ليترشح للانتخابات الديمقراطية الأولى (1977) وعمل على تنظيم وإنشاء حزب جديد: اتحاد الوسط الديمقراطي الذي سيفوز بالانتخابات.

## روابط خارجية
- ليوبولدو كالبو صوطيلو على موقع مونزينجر (الألمانية)